# Lingulodinium polyedra
Espèce
Synonymes
- Gonyaulax polyedra F.Stein, 1883[2]
- Hystrichosphaeridium machaerophorum Deflandre & Cookson, 1955[2]
- Lingulodinium machaerophorum (Deflandre & Cookson) Wall, 1967[2]

Lingulodinium polyedra est une espèce de Dinophycées photosynthétiques mobiles. Il est souvent la cause de marées rouges dans le sud de la Californie et de phénomènes de bioluminescence sur les plages locales la nuit.

## Cycle de vie

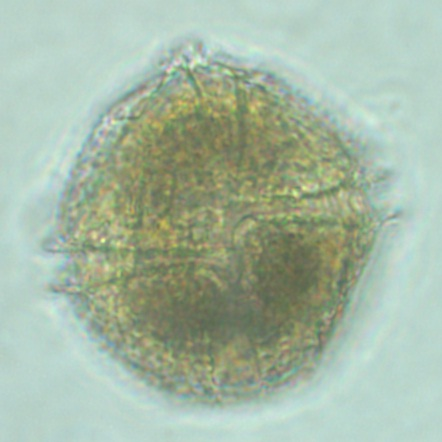
Vue ventrale de Lingulodinium polyedra
(grossi 900x).

Le cycle de vie e cette espèce se caractérise par un stade dormant, un kyste de dinoflagellé appelé Lingulodinium machaerophorum (synonyme Hystrichosphaeridium machaerophorum). Ce kyste a été décrit pour la première fois par Deflandre et Cookson en 1955 (un fossile du Miocène de Balcombe Bay, Victoria, Australie) comme : « Coquille globuleuse, subsphérique ou ellipsoïdale avec une membrane rigide, plus cassante que déformable, recouverte de nombreuses protubérances longues, raides, coniques, pointues ressemblant à la lame d'un poignard . Surface de la coquille granuleuse ou ponctuée. » Sa gamme stratigraphique s'étend du Paléocène supérieur de l'est des États-Unis et du Danemark jusqu'à aujourd'hui.
La morphologie des dinokystes à parois organiques est contrôlée par les changements de salinité et de température chez certaines espèces, plus particulièrement la variation de la longueur des protubérances (ces protubérances sont parfois appelés épines, mais c'est incorrect car elles ne sont pas nécessairement pointues). Cette variation morphologique est connue pour Lingulodinium machaerophorum à partir d'expériences de culture et d'étude des sédiments de surface.[5] La variation des longueurs des protubérance est un indicateur de la salinité. La variation de la longueur des protubérances de Lingulodinium machaerophorum a été utilisée pour reconstruire la variation de la salinité de la mer Noire.

## Toxicité
Lingulodinium polyedra a été associé à la production de yessotoxines (YTX), un groupe de toxines polyéther structuralement apparentées, qui peuvent s'accumuler dans les coquillages et produire des symptômes similaires à ceux produits par les toxines causant l'intoxication paralysante par les mollusques (PSP).

## Luminescence

L. polyedra au large de Solana Beach en Californie le 27 avril 2020.

Lingulodinium polyedra est facilement visible sous un grossissement de 100x et la luminescence de leurs scintillons (en) en réponse à la tension superficielle et à l'acidité. La luminescence est sous régulation circadienne, culminant la nuit. En raison de ces rythmes évidents (et aussi du fait que la plupart de ses activités, physiologiques et moléculaires, sont rythmiques), L. polyedra a été un organisme modèle pour l'étude du rythme circadien des cellules élémentaires.